# Aaggâšjävri
Aaggâšjävri eller Äggisjävri eller Aggasjärvi är en sjö i Finland. Den ligger i kommunen Enare i landskapet Lappland, i den norra delen av landet, 1 000 km norr om huvudstaden Helsingfors. Aaggâšjävri ligger 269 meter över havet. Arean är 83,7 hektar och strandlinjen är 5,18 kilometer lång. Sjön  ingår i Pasvik älvs huvudavrinningsområde. 